# Premier raid sur Ostende
Ne doit pas être confondu avec Second raid sur Ostende.
Première Guerre mondiale
Batailles
- Blocus allié de l'Allemagne
- Odensholm (08-1914)
- 1re Heligoland (08-1914)
- Action du 22 septembre 1914
- Falklands (12-1914)
- Dogger Bank (01-1915)
- Gotland (07-1915)
- Golfe de Riga (08-1915)
- Yarmouth et Lowestoft (04-1916)
- Jutland (05-1916)
- Funchal (12-1916)
- Combat entre le Leopard et le HMS Achilles
- Pas-de-Calais (04-1917)
- Combat entre le HMAS Sydney et le LZ92
- Détroit de Muhu (10-1917)
- 2e Heligoland (11-1917)
- Croisière de glace (02/03-1918)
- Zeebruges (04-1918)
- 1er Ostende (04-1918)
- 2e Ostende (05-1918)
- Sabordage allemand à Scapa Flow (06-1919)

Bataille de la mer Noire
- 12 octobre 1914
- Odessa (10-1914)
- Novorossiisk
- Feodosia
- Cap Sarytch
- île Kirpen (1re)
- île Kirpen (2e)

Front d'Europe de l'Ouest
Front italien
Front d'Europe de l'Est
Front des Balkans
Front africain
Front du Moyen-Orient
Le premier raid sur Ostende fait partie de l'Opération Zo. C'est la première des deux attaques de la Royal Navy sur le port d'Ostende aux mains de l'Allemagne au printemps 1918 pendant la Première Guerre mondiale.

## Contexte historique
Au début de la guerre, aussi bien la Royal Navy que la Kaiserliche Marine attribuaient un rôle prépondérant aux cuirassés. La Grand Fleet britannique, la plus puissante du monde, espérait couler la Hochseeflotte, la flotte allemande, en une seule bataille décisive. Cette dernière, consciente de son désavantage, se réfugia et se barricada dans ses ports lourdement protégés.
Mais la Royal Navy ne contrôlait pas pour autant la mer du Nord, du moins pas à partir de septembre 1914, où les U-Boote coulèrent 4 croiseurs britanniques. Le U-9 torpillant à lui seul 3 croiseurs le 22 septembre 1914 : le HMS Aboukir, le HMS Hogue, et le HMS Cressy. Les Britanniques durent donc adopter la même stratégie que les Allemands et barricader leurs escadres de cuirassés. La bataille entre les deux marines ne se jouaient que par petites unités interposées. Les escadres de surface, jadis arme traditionnelle de l'offensive, étaient contraintes à la défensive et n'effectuaient que des sorties rapides à la trajectoire aléatoire afin d'éviter de se faire intercepter par les U-Boots. Elles avaient essentiellement un rôle dissuasif et n'avaient qu'un rôle de « flotte en vie », constituant par sa seule présence une menace hypothétique.

## Déroulement du raid
Le plan d'attaque des Britanniques était de couler deux croiseurs dans la bouche du canal d'Ostende et trois à Zeebrugge, afin d'empêcher les navires allemands de quitter leur port d'attache. Le canal d'Ostende est le plus petit et plus étroit des deux canaux donnant accès à Bruges et a donc été considéré comme une cible secondaire derrière le raid de Zeebrugge. Par conséquent, moins de ressources ont été fournies au raid sur Ostende. Alors que l'attaque de Zeebrugge résulte en un succès limité, le raid sur Ostende fut un échec complet. La marine allemande qui a défendu le port avait pris des préparatifs minutieux et chassa les navires britanniques égarés, forçant la Royal Navy à abandonner son opération. Les pertes sont toutefois inconnues.

## Conséquences
Ostende sera le théâtre d'un nouveau raid le 9 mai 1918.